# Туфолави

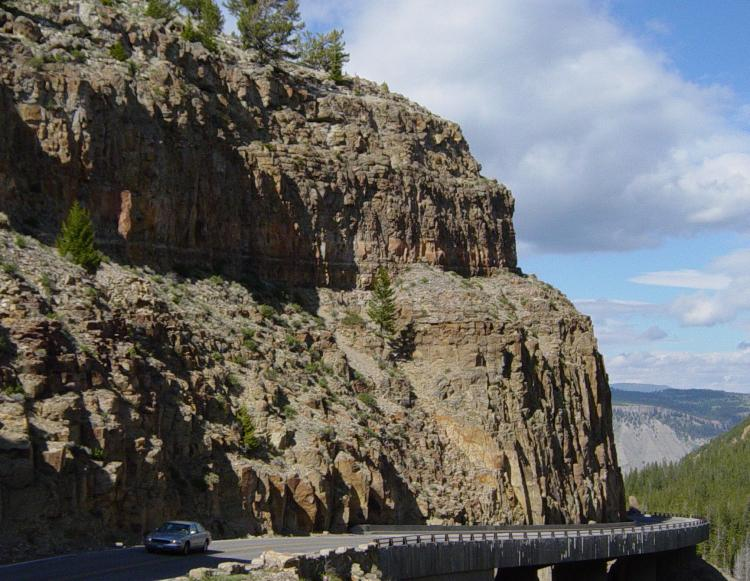
Туфолави. Єллоустонський національний парк

Туфолави (рос. туфолавы, англ. welded tuffs, tufflavas; нім. Tufflaven f pl, Schmelztuff m) – вулканічні породи з туфовою масою (з лави та попелу) та порівняно крупними включеннями темного скла. Займають проміжне положення між лавою і вулканічним туфом. Осн. маса не відрізняється від лави і нерідко має флюїдну текстуру. Існує велика к-ть місцевих термінів Т. у зв'язку з їх неясною природою: піперно, евтаксит, асо-лава, хай-ісі, сірасу, вільсоніт, оварит та інші. У ряді випадків використовується як буд. матеріал. (Abich, 1882).